# Krasków (Marcinowice)

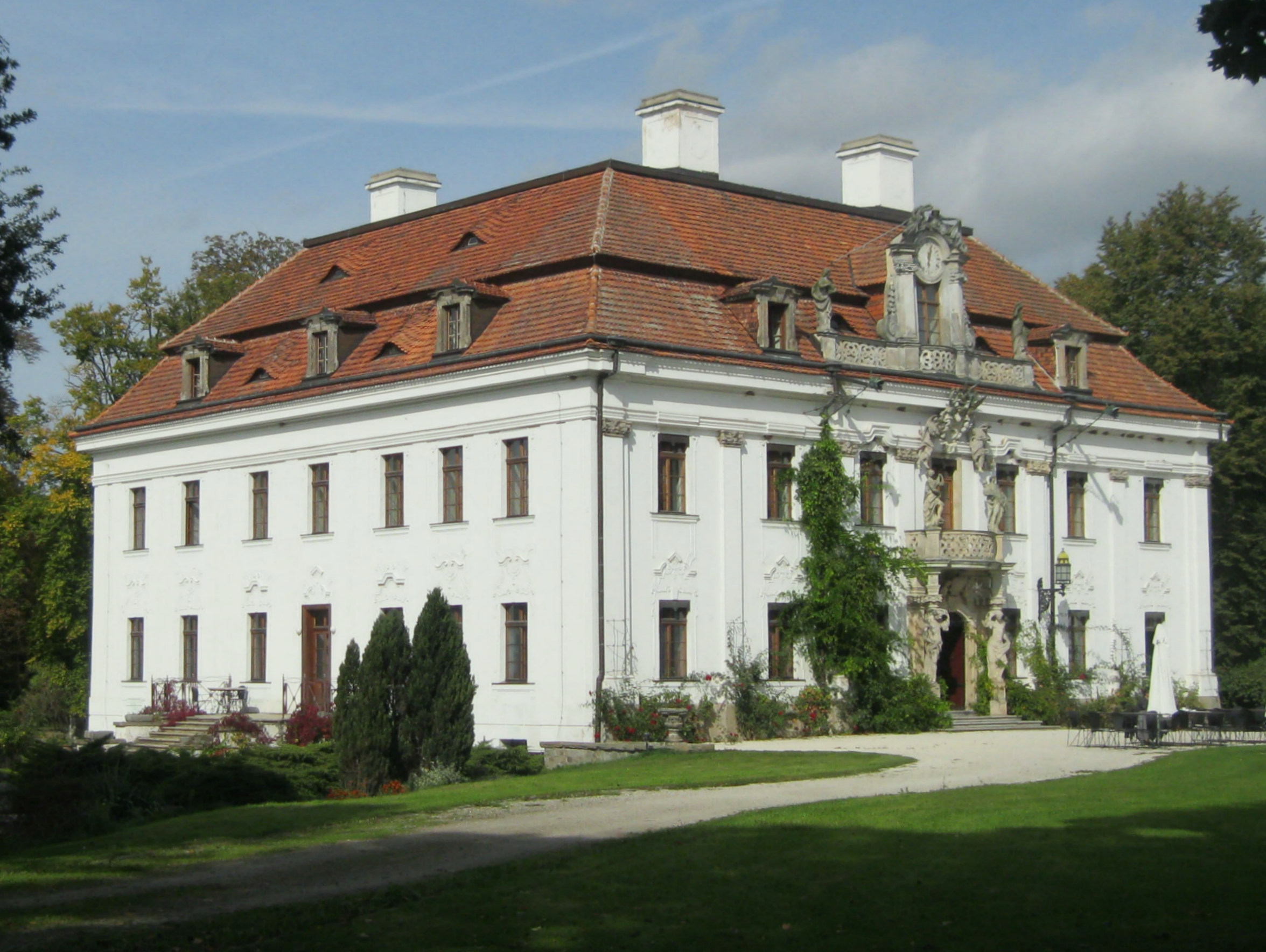
Schloss Kratzkau

Krasków (deutsch: Kratzkau) ist ein Ort in der Landgemeinde Marcinowice (Groß Merzdorf) im Powiat Świdnicki der Woiwodschaft Niederschlesien in Polen.

## Lage
Krasków liegt etwa 14 Kilometer nordöstlich von Świdnica (Schweidnitz) und 40 Kilometer südöstlich von Breslau. Nachbarorte sind Gołaszyce (Gohlitsch) im Westen, Śmiałowice (Schmellwitz) und Klecin (Klettendorf) im Südwesten, Siedlimowice (Schönfeld) im Nordwesten, Domanice (Domanze) im Norden, Gola Świdnicka (Guhlau) im Nordosten. 

## Geschichte
Der Ortsname lässt auf eine slawische Gründung schließen. Erstmals erwähnt wurde „Crazkou“ im Jahre 1250. Es gehörte zum Herzogtum Schweidnitz, das nach dem Tod des Herzogs Bolko II. erbrechtlich an Böhmen fiel, wobei dessen Witwe Agnes von Habsburg bis zu ihrem Tod 1392 die Nutznießung zustand.
Nach dem Ersten Schlesischen Krieg fiel Kratzkau 1741/42 mit dem größten Teil Schlesiens an Preußen. Die alten Verwaltungsstrukturen wurden aufgelöst und Kratzkau in den Landkreis Schweidnitz eingegliedert, mit dem er bis 1945 verbunden blieb. 1845 zählte Kratzkau im Besitz eines Grafen von Zedlitz, 18 Häuser, ein herrschaftliches Schloss, ein Vorwerk, 142 überwiegend evangelische Einwohner (42 katholisch), evangelische Kirche zu Domanze, katholische Kirche zu Schmellwitz, eine Wassermühle mit drei Einwohnern und vier Handwerkern.
Seit 1874 war Kratzkau Sitz eines gleichnamigen Amtsbezirkes. Vor 1945 wurde der Amtsbezirk aufgelöst und Kratzkau dem Amtsbezirk Schmellwitz zugeschlagen.
Als Folge des Zweiten Weltkriegs fiel Kraskau mit dem größten Teil Schlesiens 1945 an Polen. Nachfolgend wurde es Krasków umbenannt. Die deutschen Einwohner wurden, soweit sie nicht vorher geflohen waren, weitgehend vertrieben. Die neu angesiedelten Bewohner waren teilweise Zwangsumgesiedelte aus Ostpolen, das an die Sowjetunion gefallen war.

## Sehenswürdigkeiten
- Schloss Kratzkau